# Grigori Jegorov
Grigori Aleksandrovitsj Jegorov (Russisch:Григорий Александрович Егоров) (Şımkent, 12 januari 1967) is een voormalige polsstokhoogspringer uit Kazachstan, die gedurende het eerste deel van zijn atletiekcarrière uitkwam voor de Sovjet-Unie. Hij nam tweemaal deel aan de Olympische Spelen en won hierbij een bronzen medaille.

## Biografie

### Eerste successen als junior
Jegorov trad in 1985 voor het eerst in het internationale voetlicht door op de Europese jeugdkampioenschappen in Cottbus achter zijn teamgenoot Igor Trandenkov (goud met 5,45 m) het zilver voor zich op te eisen met een sprong over 5,40 m. Een jaar later werd hij op de wereldkampioenschappen voor junioren in Athene vijfde.

### Olympisch brons in 1988
Op de Olympische Spelen van 1988 in Seoel veroverde Jegorov bij het polsstokhoogspringen de bronzen medaille. Met een beste poging van 5,80 eindigde hij achter zijn Sovjet-landgenoten Serhij Boebka (goud; 5,90) en Rodion Gataullin (zilver; 5,85).

### Europees indoorkampioen
Zijn grootste succes behaalde Jegorov een jaar later. Toen won hij op de Europese indoorkampioenschappen in Den Haag een gouden medaille. Met een hoogte van 5,75 versloeg hij zijn landgenoot Igor Potapovich (zilver) en de Pool Miroslaw Chmara (brons). Bij de wereldindoorkampioenschappen in datzelfde jaar werd hij echter met 5,80 tweede achter Gataullin, die met 5,85 de winst naar zich toehaalde.
In 1990 moest Jegorov steeds genoegen nemen met het zilver. Op de EK's indoor en outdoor van dat jaar kaapte Gataullin steeds het goud voor zijn neus weg. Terwijl Jegorov op beide toernooien op 5,75 bleef steken, sprong zijn tegenstander in Glasgow 5,80 en in Split 5,85. Zelfs op de Goodwill Games in Seattle, waar Jegorov tot zijn beste jaarprestatie kwam van 5,87, stak Gataullin hem de loef af met een sprong over 5,92.

### Aziatisch recordhouder
Na het einde van de Sovjet-Unie kwam Jegorov uit voor Kazachstan. Desondanks was het opnieuw de nu voor Rusland uitkomende Gataullin, die hem in 1993 op de WK indoor in Toronto van het goud afhield door met 5,90 te winnen, waar Jegorov als hoogste sprong 5,80 liet optekenen. En toen hij later dat jaar op de EK in Stuttgart wél tot een hoogte van 5,90 wist te komen, nota bene een Aziatisch record, was daar weer Serhij Boebka, die met een van zijn fameuze zes meter-sprongen het goud weggriste. Op de Afro-Aziatische Spelen in het Indiase Haiderabad kon niemand hem echter van de gouden medaille afhouden, ook al stak zijn winnende hoogte van 5,25 schamel af tegen zijn eerder dat jaar geleverde prestaties.
Een jaar later nam hij nog deel aan de Olympische Spelen van Athene, maar sprong toen bij al zijn pogingen ongeldig.

### Ende loopbaan
Nadat hij een punt had gezet achter zijn atletiekloopbaan, verhuisde Jegorov met zijn gezin naar Spanje, waar hij in een toeristisch complex in de buurt van Alicante sportkampen organiseert en aanbiedt.
Jegorov trainde bij Dynamo in Alma-Ata.

## Titels
- Afro-Aziatische Spelen kampioen polsstokhoogspringen - 2003
- Aziatische Spelen kampioen polsstokhoogspringen - 2002
- Europees indoorkampioen polsstokhoogspringen - 1989
- Sovjet-kampioen polsstokhoogspringen - 1988, 1990
- Sovjet-indoorkampioen polsstokhoogspringen - 1990

## Persoonlijke records
| Onderdeel                      | Prestatie      | Datum            | Plaats    |
| ------------------------------ | -------------- | ---------------- | --------- |
| polsstokhoogspringen (outdoor) | 5,90 m (ex-AR) | 19 augustus 1993 | Stuttgart |
| polsstokhoogspringen (indoor)  | 5,90 m         | 11 maart 1990    | Yokohama  |

## Prestaties
| Jaar | Wedstrijd              | Plaats            | Resultaat | Extra  |
| ---- | ---------------------- | ----------------- | --------- | ------ |
| 1985 | EK U20                 | Cottbus           | 2e        | 5,40 m |
| 1986 | WK U20                 | Athene            | 5e        | 5,20 m |
| 1987 | Europacup              | Praag             | 1e        | 5,70 m |
| 1988 | OS                     | Seoel             | 3e        | 5,80 m |
| 1989 | EK indoor              | Den Haag          | 1e        | 5,75 m |
|      | WK indoor              | Boedapest         | 2e        | 5,80 m |
| 1990 | EK indoor              | Glasgow           | 2e        | 5,75 m |
|      | EK                     | Split             | 2e        | 5,75 m |
|      | Goodwill Games         | Seattle           | 2e        | 5,87 m |
| 1991 | Europacup              | Frankfurt am Main | 1e        | 5,60 m |
| 1993 | WK indoor              | Toronto           | 2e        | 5,80 m |
|      | WK                     | Stuttgart         | 2e        | 5,90 m |
|      | Grand Prix Finale      | Londen            | 2e        | 5,90 m |
| 1994 | Aziatische Spelen      | Hiroshima         | 2e        | 5,50 m |
| 2002 | Aziatische kamp.       | Colombo           | 3e        | 5,20 m |
|      | Aziatische Spelen      | Busan             | 1e        | 5,40 m |
| 2003 | Afro-Aziatische Spelen | Haiderabad        | 1e        | 5,25 m |
| 2004 | OS                     | Athene            | --        | NM     |